# Желтоклювая мухоловка
Желтоклювая мухоловка (лат. Humblotia flavirostris) — африканский вид воробьинообразных птиц из семейства мухоловковых (Muscicapidae), выделяемый в монотипический род Humblotia. Научное название дано в честь французского натуралиста Léon Joseph Henry Humblot. Эти птицы обитают только на острове Нгазиджа — остров Союза Коморских Островов, где обитают в пущах вечнозелёных лесов на склонах вулкана Картала. Птицы питаются насекомыми. Гнёзда строят на 12—15-метровых деревьях среди ветвей.
Длина тела — 14 см. Оперение спинной стороны птицы коричневатое. Голова коричневатая с неясными белыми полосками. Живот и грудь птиц белые с бурыми полосками. Клюв и ноги желтовато-оранжевые.